# Flaxmere
Flaxmere est une banlieue de la ville de Hasting dans la région de Hawke's Bay dans l’Île du Nord de la Nouvelle-Zélande.

## Situation
Elle est située au nord-ouest de la ville de Hastings, et est considérée comme une banlieue de son voisinage plus étendu.
Elle est localisée dans la Zone métropolitaine d’Hastings. 

## Toponymie
Elle est aussi connue par les Maori sous le nom de «Paharakeke».
Le secteur de Flaxmere comprend “ Flaxmere East”, “Kingsley-Chatham”, “Lochain” et “Woolwich“, selon les unités du recensement définies par le service de Statistique en Nouvelle-Zélande .

## Population
Flaxmere a une population de 9408 habitants selon le recensement de 2013.

## Histoire
Flaxmere fut construite pour répondre à la demande de logements de la ville de Hastings et Flaxmere avait pour objectif de répondre à la classe moyenne supérieure, hors du fait que le terrain a été divisé en lots trop petits, cela a entraîné surtout un apport de travailleurs de conditions plus basse. 
Flaxmere a ainsi l’un des taux les plus élevés de problèmes sociaux de la métropole de Napier-Hastings, n’étant dépassé seulement que par la banlieue de Camberley et celle de Maraenui .

## Caractéristiques
La ville est typiquement une banlieue moderne avec une longue avenue (nommée Flaxmere Avenue), courant sur toute sa longueur de la ville et des rues courbes irradiant avec des culs de sac à partir de cet axe central.
Les parcs et les terrains en réserve sont abondants. 
Il y a un petit centre commercial avec un supermarché, une station essence, un bureau de poste, une boulangerie, un magasin de vidéo, une boucherie, un mur d’escalade indoor, et divers commerces offrant des possibilités pour le nécessaire et/ou les loisirs. 
D’autres possibilités comprennent une bibliothèque, un poste de police, plusieurs églises et une piscine couverte nommée « Flaxmere Waterworld».

## Éducation
Flaxmere a une école primaire et une école secondaire nommée: Flaxmere Collège, qui furent constitués à partir de l’ancienne “Flaxmere Intermediate School”.
Il y a de multiples autres écoles primaires à proximité et en particulier «Peterhead Primary», ”Flaxmere Primary” et ” Irongate Primary” situées dans les banlieues voisines?